# Коминтерн (Красноярский край)
Коминтерн — деревня, существовавшая на территории Назаровского района Красноярского края с 1924 по 1983 годы. Ликвидирована при расширении Назаровского угольного разреза.

## История
Организатором коммуны стал уроженец Латвии Янит Пётр Петрович. Участник Всесоюзного совещания садоводов в Москве не только засеял первыми саженцами  будущий сад площадью 10 га, но и спроектировал клуб, построенный в деревне.
В 1933 году создан колхоз, первым председателем избран Марищук Евгений Фёдорович. В 1961 г. колхоз присоединён к совхозу «Ададымский» как  отделение №3 Ададымского совхоза. Первым управляющим стал Каплунов Н. Я.
После 1960-х судьбу деревни решил угольный разрез.
Управляющий Коминтерном Тихонов В. Ф. в 1977 г. обратился, по просьбе жителей, к председателю Совета министров СССР Косыгину. Ответ из Москвы: «Разрез будет продолжать свои разработки, и деревня подлежит сносу».
12.01.1983 года деревня Коминтерн была ликвидирована.

## Инфраструктура
Было развито сельское хозяйство, личное подсобное хозяйство.

## Транспорт
Возле деревни проходила дорога, позднее ставшая известная как региональная автодорога 04К-003.

## Известные жители
Два Героя Социалистического Труда: Павлов Игнат Михайлович и Тихонов Николай Филиппович. 